# Troglohyphantes lesserti
Troglohyphantes lesserti este o specie de păianjeni din genul Troglohyphantes, familia Linyphiidae, descrisă de Kratochvíl, 1935. Conform Catalogue of Life specia Troglohyphantes lesserti nu are subspecii cunoscute.